# 将乐千户所
将乐千户所，明朝时设置的卫所。
洪武四年（1371年）置，治所在今福建省将乐县南。属延平卫。清朝顺治十八年（1661年）废。 

## 历任官员
- 正千户
  - 徐忠、徐斌、蒋聚、徐靖、蒋雄、徐升、徐寿
- 副千户
  - 沙旺、吴海、董秩、许旺、董子彝、贺珍、沙永保、罗诚、许通、董祓、沙瑛、罗瑛、贺深、许安、董谨、沙忠、罗缙、许勣、沙辅
- 百户
  - 唐名、翟敏、罗镇、翟庆、唐升、翟璘、唐晟、陈恭、安本存、李璇、谢瑄、陆端、颜荣、唐璟、陆澄、颜政、陈刚、安胜、李鉴、谢琨袭父瑄职